# 1812年宪法纪念碑

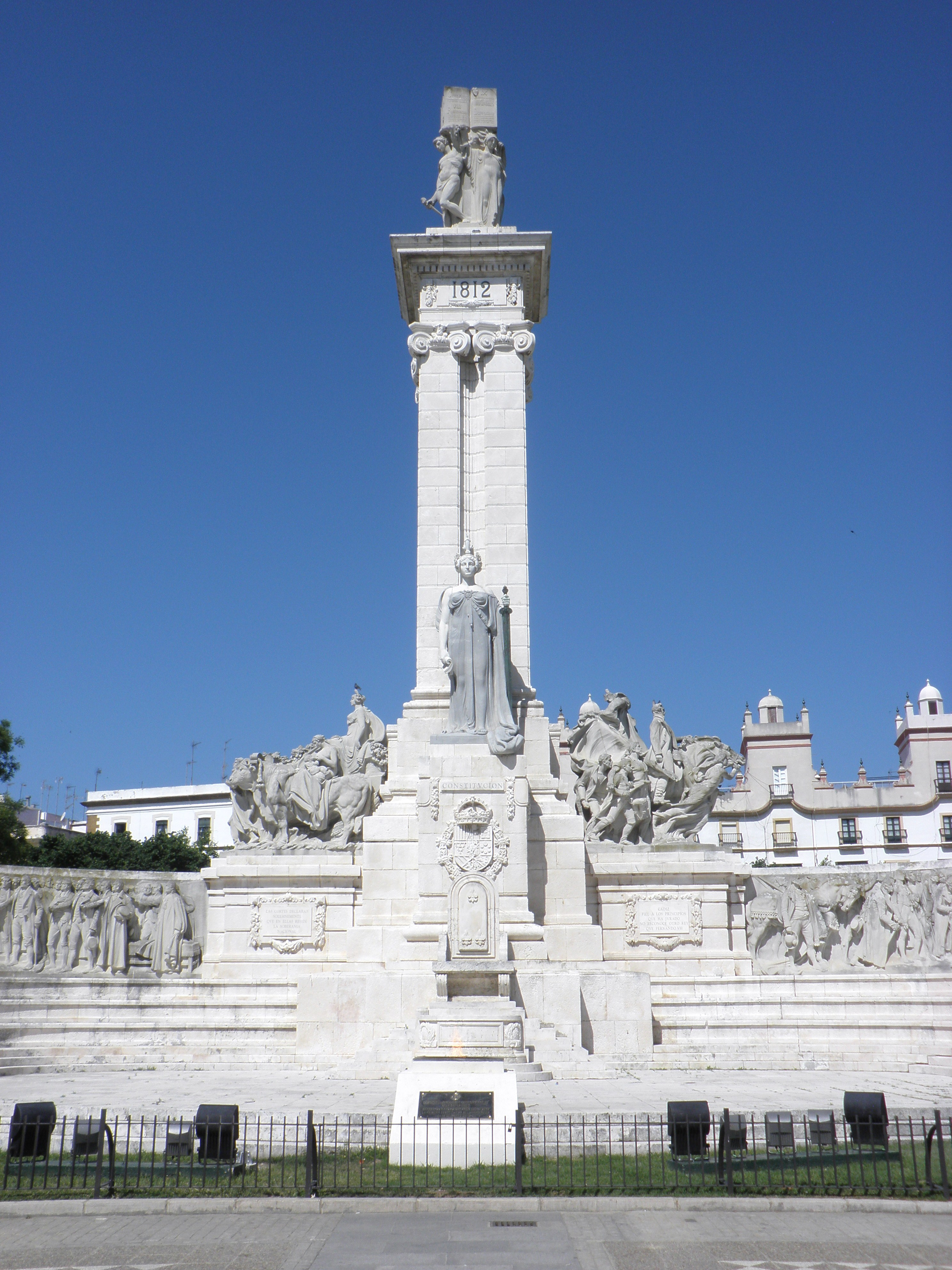
1812年宪法纪念碑

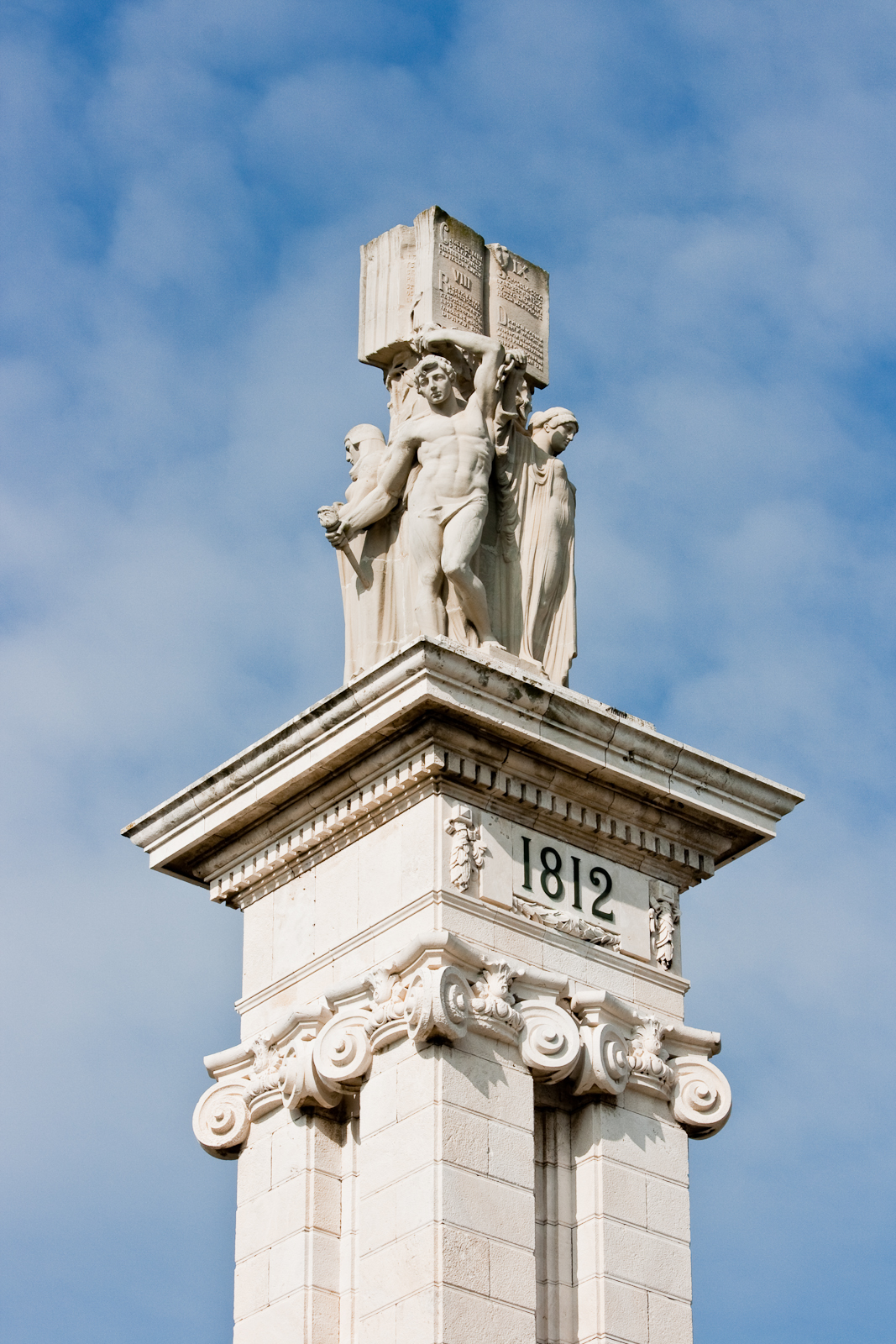
局部

1812年宪法纪念碑（Monumento a la Constitución de 1812）是纪念1812年宪法100周年的纪念碑，立于1912年，位于西班牙加的斯的西班牙广场。
纪念碑的作者是建筑师莫德斯托·洛佩斯·奥特罗，和雕塑家Aniceto Marinas（1866年至1953年）。雕塑象征着战争，和平，农业和工业，以及半岛战争期间加的斯对法国的抵抗。雄伟的寓言人物赫拉克勒斯象征西班牙。